# Парк, Скайлар
Скайлар Парк (англ. Skylar Mi-Young Zanetel Park; род. 6 июня 1999, Виннипег) — канадская тхэквондистка, член сборной Канады. Бронзовый призёр летних Олимпийских игр 2024 года, бронзовый призёр чемпионата мира 2019 года, чемпионка Панамериканских игр 2023 года, трёхкратная чемпионка Панамерики. Участница летних Олимпийских игр 2020 и 2024 годов.

## Карьера
Скайлар Парк родилась 6 июня 1999 года в Виннипеге, в Канаде. Начала заниматься тхэквондо в раннем детстве и к семи годам получила черный пояс в родительской школе тхэквондо в Виннипеге. Её отец - кореец, а мать родилась в Чили и имеет итальянские корни. Семья Пак имеет 16 черных поясов по тхэквондо, и этим видом спорта занимались ее бабушка и дедушка, отец, тети, двоюродные братья.
В 2016 году на чемпионате Панамерики стала бронзовым призёром. В 2018 году в Спокане на чемпионате Панамерики в весовой категории до 57 кг стала чемпионкой.
В 2019 году сначала на чемпионате мира в Манчестере завоевала бронзу, а затем выступила на Панамериканских играх в Лиме и в весовой категории до 57 кг стала серебряным призёром. В финале уступила сопернице из США Анастасии Золотич.
В 2021 году выступил на летних Олимпийских играх в Токио. Уступила в четвертьфинале спортсменке из Китайского Тайбэя Ло Цзялин.
На Панамериканском чемпионате 2022 года в Пунта Кана стала трёхкратным чемпионом континента.
В 2023 году приняла участие в Панамериканских играх в Сантьяго. в весовой категории до 57 кг стала чемпионкой, победив в финальной схватке соперницу из Бразилии Марию Клару Пачеко.
На летних Олимпийских играх в 2024 году в Париже, в категории до 57 кг завоевала бронзовую медаль. В схватке за третье место одолела ливанку Летицию Аун.